# Гендерих
Гендерих (пол. Genderych, Genderich) — польский дворянский герб.

## Описание
В серебряном поле пень с тремя зеленеющими ветвями, обхваченный снизу якорем, который обращен анкерштоком к правому верхнему углу щита.
В наверши шлема вооруженная рука с мечем, вправо, а с обеих сторон по чёрному орлиному крылу. Герб Гендерих (употребляют: де Гайдес) внесен в Часть 2 Гербовника дворянских родов Царства Польского, стр. 37.

## Герб используют
Де Гайдес, происходящие из Немецких дворян. Сначала, в 1540 году, Король Польский Сигизмунд I пожаловал дворянские права братьям: Герасиму, Генриху, Вильгельму, Гаспарию и Ивану из-Гендерихов Гайдес.
Впоследствии, 1576 года, Король Стефан утвердил таковое пожалование; в позднейшее же время, когда потомок фамилии сей Осип де Гайдес поселялся в Пруссии, Король Прусский Фридрих, в 1785 году, утвердил его в прежнем дворянстве.